# I'll Never Fall in Love Again
I'll Never Fall in Love Again è un brano musicale composto da Burt Bacharach con testo di Hal David per il musical del 1968 Promises, Promises.
Diverse registrazioni della canzone sono state effettuate nel corso degli anni, soprattutto a ridosso della sua uscita nel 1969; tra queste quella della cantante statunitense Dionne Warwick, che ha inciso il brano nel 1969 come singolo estratto dall'album omonimo.
Altre versioni sono quelle di Chet Atkins (1969), Ella Fitzgerald (1969), Shirley Bassey (1969), Emmylou Harris (1969), The Carpenters (1970), Bing Crosby (1975), Deacon Blue (1990, arrivata a raggiungere il numero 2 nella UK Singles Chart), Elvis Costello & Burt Bacharach (1999), Ornella Vanoni (in italiano con il titolo Non mi innamoro più, nell'album Sogni proibiti, 2002) e Ronan Keating (2011). La versione in italiano, Non mi innamoro più, è stata interpretata anche da Johnny Dorelli e Catherine Spaak

## Tracce (Versione di Dionne Warwick)
- 7"

1. I'll Never Fall in Love Again
2. What the World Needs Now Is Love